# Monsieur chasse (film)
Pour plus de détails, voir Fiche technique et Distribution.
Monsieur chasse est un film français réalisé par Willy Rozier, sorti en 1947.

## Synopsis
Justinien Duchotel (Frédéric Duvallès) trompe régulièrement sa femme Léontine (Noëlle Norman) les samedis en lui faisant croire qu'il se rend à la chasse. Le docteur Moricet (Paul Meurisse), ami du couple et secrètement amoureux de Léontine, ouvre les yeux à celle-ci et décide de l'emmener dans une maison de rendez-vous pendant que Monsieur chasse. Or, dans cette même maison de rendez-vous, Duchotel file le parfait amour avec Madame Cassagne, sa maîtresse et épouse d'un vieil ami du couple. Se trouve également sur les lieux le jeune Gontran avec une femme du monde. S'ensuit un chassé croisé iqui se complique lorsque le commissaire de police intervient afin d'établir un constat d'adultère à la demande de Monsieur Cassagne .

## Fiche technique
- Titre : Monsieur Chasse
- Réalisation : Willy Rozier
- Scénario et dialogues : Xavier Vallier (pseudonyme de Willy Rozier), d'après la pièce éponyme de Georges Feydeau
- Photographie : Raymond Agnel
- Musique : Jean Yatove
- Décors : Louis Le Barbenchon
- Son : René Lécuyer
- Société de production : Sport Films
- Pays de production :  France
- Format :  Noir et blanc - 1,37:1 - 35 mm - Son mono
- Genre : Comédie
- Durée : 85 minutes (1 h 25)
- Date de sortie :
  - France : 2 avril 1947
- Visa d'exploitation : 4663 (délivré le 14/08/1946)

## Distribution
- Frédéric Duvallès : Justinien Duchotel
- Noëlle Norman : Léontine Duchotel
- Paul Meurisse : le docteur Moricet
- Félix Oudart : Cassagne
- Eddy Rasimi : Gontran
- Sinoël : Le sourd pendant la réception
- Claude Nicot : Le photographe
- Jany Laferrière : Mme Cassagne
- Cynette Quero : Babette, la soubrette
- Pierre Moncorbier : Le commissaire Bridois
- Marfa d'Hervilly : une douairière
- Eugène Frouhins : Cornuchet
- Marguerite Deval : la comtesse de Latour du Nord